# Układ współrzędnych astronomicznych
Układ współrzędnych astronomicznych – sferyczny układ współrzędnych stosowany w astronomii. Umożliwia jednoznaczne określenie położenia obiektu na sferze niebieskiej przez podanie jego współrzędnych. Zdefiniowanie układu sprowadza się do ustalenia podstawowego koła wielkiego i ustalenia punktu na tym kole, od którego liczy się pierwszą współrzędną. Oś układu (tj. prosta prostopadła do koła podstawowego) przecina sferę niebieską w punktach nazwanych biegunami, natomiast południk przechodzący przez punkt początkowy jest nazwany południkiem początkowym.
Pierwszą współrzędną jest kąt zawarty między południkiem początkowym a południkiem przechodzącym przez dany obiekt, natomiast drugą – kąt zawarty między płaszczyzną koła wielkiego a kierunkiem na dany obiekt.
Spośród najczęściej używanych układów współrzędnych astronomicznych dwa są związane z pojęciami południka, horyzontu i równika niebieskiego. Są to: układ horyzontalny, w którym płaszczyzną podstawową jest płaszczyzna horyzontu, a kierunkiem podstawowym kierunek południa, i układ równikowy południkowy, dla którego płaszczyzna równika niebieskiego jest płaszczyzną podstawową, a kierunek południa – kierunkiem podstawowym. Współrzędnymi astronomicznymi w układzie horyzontalnym są azymut astronomiczny i wysokość astronomiczna, współrzędnymi astronomicznymi w układzie równikowym południkowym – kąt godzinny i deklinacja.
W czasie ruchu dziennego sfery niebieskiej gwiazdy przemieszczają się po równoleżnikach niebieskich – małych kołach leżących w płaszczyznach prostopadłych do osi świata; oznacza to, że deklinacja każdej gwiazdy w czasie ruchu dziennego pozostaje stała, a kąt godzinny rośnie. Wskutek ruchu dziennego ulegają również zmianie azymut astronomiczny i wysokość astronomiczna. Dlatego określając położenie gwiazdy na sferze niebieskiej w układzie horyzontalnym lub równikowym południkowym trzeba podawać jednocześnie czas obserwacji i miejsce obserwacji; to ostatnie dlatego, że położenie horyzontu i południka względem gwiazd na sferze niebieskiej zależy właśnie od miejsca obserwacji. Dlatego wprowadzone zostały takie układy współrzędnych astronomicznych, w których położenie obiektu nie ulega zmianie wskutek ruchu dziennego sfery niebieskiej i jednocześnie nie zależy od miejsca obserwacji. Warunek taki spełnia na przykład układ, w którym płaszczyznę podstawową stanowi równik niebieski, a kierunek podstawowy jest wyznaczony przez jakiś punkt na obracającej się sferze niebieskiej. Do określenia takiego punktu nie może jednak służyć położenie jakiegokolwiek obiektu astronomicznego, gdyż wskutek ruchu tego obiektu względem Ziemi jego położenie na sferze niebieskiej ulega zmianie. Dlatego stało się rzeczą konieczną określenie kierunku podstawowego w oparciu o dynamiczne właściwości ruchu Ziemi. Mianowicie, gdyby potraktować Ziemię jako kulę i zaniedbać oddziaływanie innych ciał Układu Słonecznego, wówczas kierunek osi obrotu Ziemi, a także płaszczyzna, w której odbywa się ruch Ziemi względem Słońca, nie ulegałaby zmianie. Tym samym punkty wspólne równika niebieskiego i ekliptyki (punkt Barana i punkt Wagi) byłyby stałe i mogłyby stanowić podstawę wyznaczenia kierunku podstawowego w poszukiwanym układzie współrzędnych. Wprawdzie czynione tu założenia nie są ściśle spełnione (Ziemia nie jest kulą, wpływ innych ciał układu nie może być zaniedbany), to jednak czynniki pominięte powodują bardzo powolny ruch osi Ziemi i płaszczyzny orbity Ziemi.
Wzajemne położenie płaszczyzn ekliptyki i równika niebieskiego jest podstawą określenia dwu dalszych układów współrzędnych astronomicznych: układu równikowego równonocnego, w którym płaszczyzną podstawową jest płaszczyzna równika, a kierunkiem podstawowym – kierunek ku punktowi Barana, i układu ekliptycznego, w którym płaszczyzną podstawową jest płaszczyzna ekliptyki, a kierunkiem podstawowym – kierunek ku punktowi Barana. Współrzędnymi astronomicznymi w układzie równikowym równonocnym są rektascensja i deklinacja, w układzie ekliptycznym – długość i szerokość ekliptyczna. W wyniku precesji punkt Barana przesuwa się wzdłuż ekliptyki dokonując pełnego obiegu w ciągu 26 tysięcy lat, co sprawia, iż długość ekliptyczna wszystkich obiektów rośnie o około 50 sekund rocznie, a szerokość ekliptyczna pozostaje stała; w wyniku precesji zmieniają się także deklinacja i rektascensja wszystkich obiektów. Używa się także układu galaktycznego, w którym płaszczyzną podstawową jest płaszczyzna równika Galaktyki (płaszczyzna o największej gęstości materii w Galaktyce), a kierunkiem podstawowym – kierunek ku jądru Galaktyki; współrzędnymi astronomicznymi w tym układzie są długość i szerokość galaktyczna.